# Bunești (Mălureni), Argeș
Bunești este un sat în comuna Mălureni din județul Argeș, Muntenia, România. Este situată în Dealurile Argeșului.

## Personalități
- Nicodim Măndiță (1889-1975) - scriitor și duhovnic ortodox român, viețuitor al Mănăstirii Agapia